# Malzfabrik Michael Weyermann
La Malzfabrik Michael Weyermann GmbH & Co. KG est une malterie et brasserie à Bamberg, dans le Land de Bavière.

## Histoire
L'entreprise est fondée en 1879 par le marchand de céréales et batelier de Bamberg Johann Baptist Weyermann (1853-1919). En 1905, son fils Rudolf Weyermann le rejoint. L'entreprise se concentre sur la production de malts spéciaux pour la production de bière. Weyermann développe les variétés de malt Carapils, Carafa ou Caramünch. La production des malts spéciaux a lieu dans le complexe de bâtiments Memmelsdorfer Straße/Brennerstraße à Bamberg, à partir de 1888 et est construit selon les plans du maître d'œuvre Gustav Haeberle. En 1973, le bâtiment de production historique de Bamberg est classé monument industriel.
En 1902, commence la production de la Weyermann’schem Farbebier à partir des malts torréfiés et colorés de sa propre fabrication. La bière de malt torréfié noir sans substitut et désamérisée Sinamar ("sine amaro" = "sans amertume") est produite de 1905 jusqu'à la Seconde Guerre mondiale dans la succursale de la Farbbierbrauerei Johann Baptist Weyermann à Potsdam. La production à Bamberg relève ensuite de la société Röstmalzbierbrauerei Heinz Weyermann GmbH. Sinamar est également utilisé pour colorer des boissons et des aliments. Depuis 2007, il existe également une variante de produit fabriquée selon les directives de Bioland.
En 1985, alors que la brasserie se focalise sur la marché national uniquement, le couple Thomas Kraus-Weyermann et Sabine Weyermann prennent la direction de la brasserie. Ils l'ouvrent à la distribution internationale et développent un portfolio de quatre-vingt marques de bières différentes. 
En 2001, la société Main Malz KG Meißner & Sohn à Hassfurt, qui produit du malt de pils, est acquise. En 2003, la Malzfabrik est membre fondateur et copropriétaire du groupe MEG Malt Export. En 2005, un entrepôt à céréales d'une capacité de 15 000 tonnes et un centre logistique avec des systèmes d'ensachage et de palettisation automatiques sont construits sur le site de production de Bamberg en face du complexe historique de l'usine.

## Complexe
Weyermann exploite une distillerie de compensation depuis 1997 et une distillerie fermée depuis 2015.
Le Weyermann Fan Shop est une boutique adjacente à la brasserie qui commercialise les bières produites par Weyermann, mais également de nombreuses autres marques de tous pays fabriquant leur bière avec le malt Weyermann.